# Théodore Richard
Alexandre Louis Marie Théodore Richard né à Millau le 24 novembre 1782 et mort à Toulouse le 18 novembre 1859 est un peintre français.

## Biographie
Théodore Richard est issu d'une famille de la bourgeoisie aisée de Millau, fils de Pierre-Jacques Richard, magistrat de la ville, et de son épouse née Marie-Rose de Lavit.
Il est ingénieur géomètre en chef au cadastre dans le Cantal, la Corrèze, le Jura et la Gironde. Il consacre ses moments de loisirs à la pratique du dessin et de la peinture. En 1823, il abandonne l'administration pour se consacrer entièrement à la peinture de paysage et s'installe en 1833 à Toulouse où il ouvre son atelier 4, rue de la Madeleine puis 11 bis, rue Boulbonne.
Il est élève de Jean-Marie-Joseph Ingres et de Jean-Victor Bertin. Il expose au Salon de 1827 à 1859.
Il produit plus de 350 tableaux : des scènes historiques ou pastorales et des paysages, notamment dans les Pyrénées, lieu prisé par une clientèle bourgeoise adepte du thermalisme et amateur de peintures de paysages pittoresques et sublimés.
Théodore Richard s'inscrit dans cette veine avec un succès et une reconnaissance au sein de la scène artistique toulousaine où il occupe une place importante. De 1834 à 1854, il vit l'apogée de sa carrière ; il est alors considéré par ses pairs comme un peintre de talent.
Il est le père adoptif du peintre Jacques Raymond Brascassat.
Il fait construire le château et le domaine de Roquebelle dans la commune de Creissels.

## Œuvres dans les collections publiques
- Aurillac, musée d'art et d'archéologie : Entrée d'une forêt dans le Cantal.
- Bordeaux, musée des Beaux-Arts : Troupeau en marche[4].
- Millau, musée de Millau et des grands Causses :
  - Vue de Roquebelles ;
  - Ruisseau de Rougeole ;
  - Paysage de sous-bois ;
  - Paysage avec un berger et son troupeau.
- Montpellier, musée Fabre :
  - Paysage ;
  - Paysage : rochers et rivière - vue des environs de Milhau ;
  - Une ferme aux environs de Pau ;
  - Vue de la ville et du château de Pau.
- Orléans, musée des Beaux-Arts: Une forêt dans les montagnes, pâtres et troupeau de chèvres (réalisation avec Jacques- Raymond Brascassat des animaux et figures et Théodore Richard le paysage), 1842, huile sur toile, 95 x 80 cm[5].
- Rochefort, musée Hèbre de Saint-Clément : Vue des anciens chantiers de la marine à Rochefort[6].
- Rodez :
  - musée des Beaux-Arts Denys-Puech :
    - Paysage[7] ;
    - Entrée de parc[8] ;
    - Femme assise[9],
    - Loup dévorant une brebis ;
    - Paysage des Pyrénées[10] ;
    - La Procession des Rogations (La bénédiction des troupeaux)[2].

  - musée Fenaille : Autoportrait.
- Toulouse :
  - musée des Augustins :
    - Les Bûcherons[11] ;
    - Intérieur de forêt ;
    - Vue du pic du Midi de Pau et de la forêt de Gabas[12] ;
    - La Forêt de Rotherwood. Épisode d'Ivanhoé[13].

  - musée du Vieux Toulouse : Environs de Millau.

Œuvres de Théodore Richard
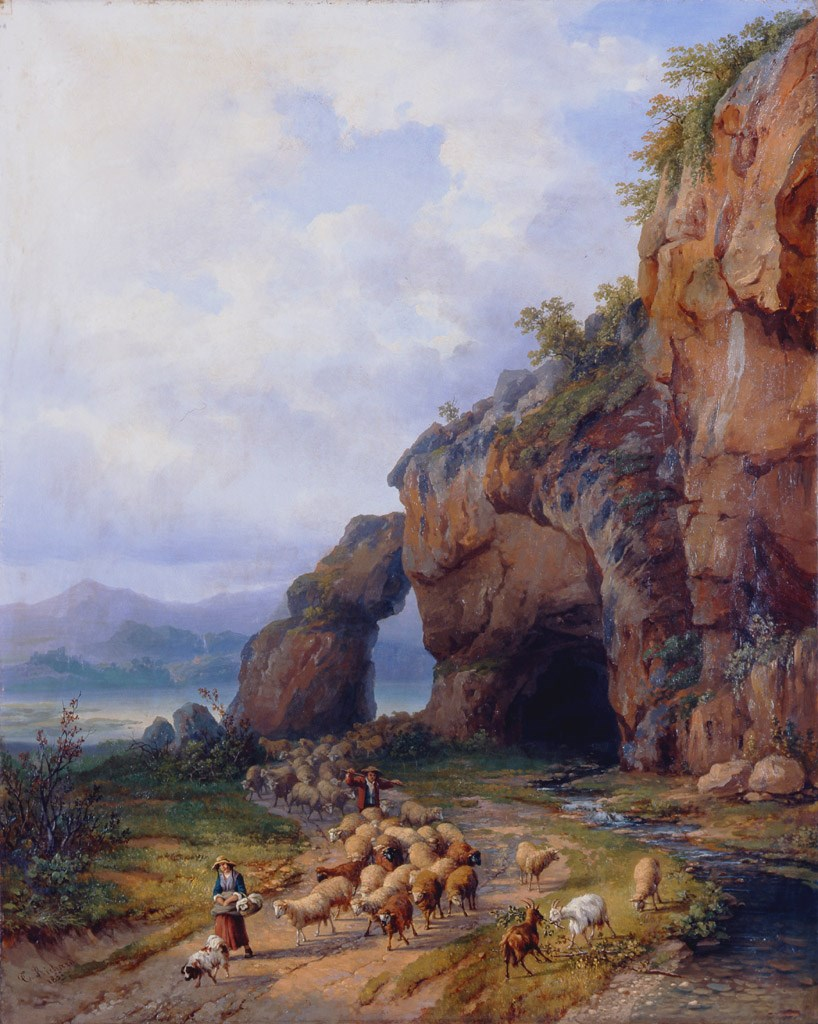
Troupeau en marche, musée des Beaux-Arts de Bordeaux.
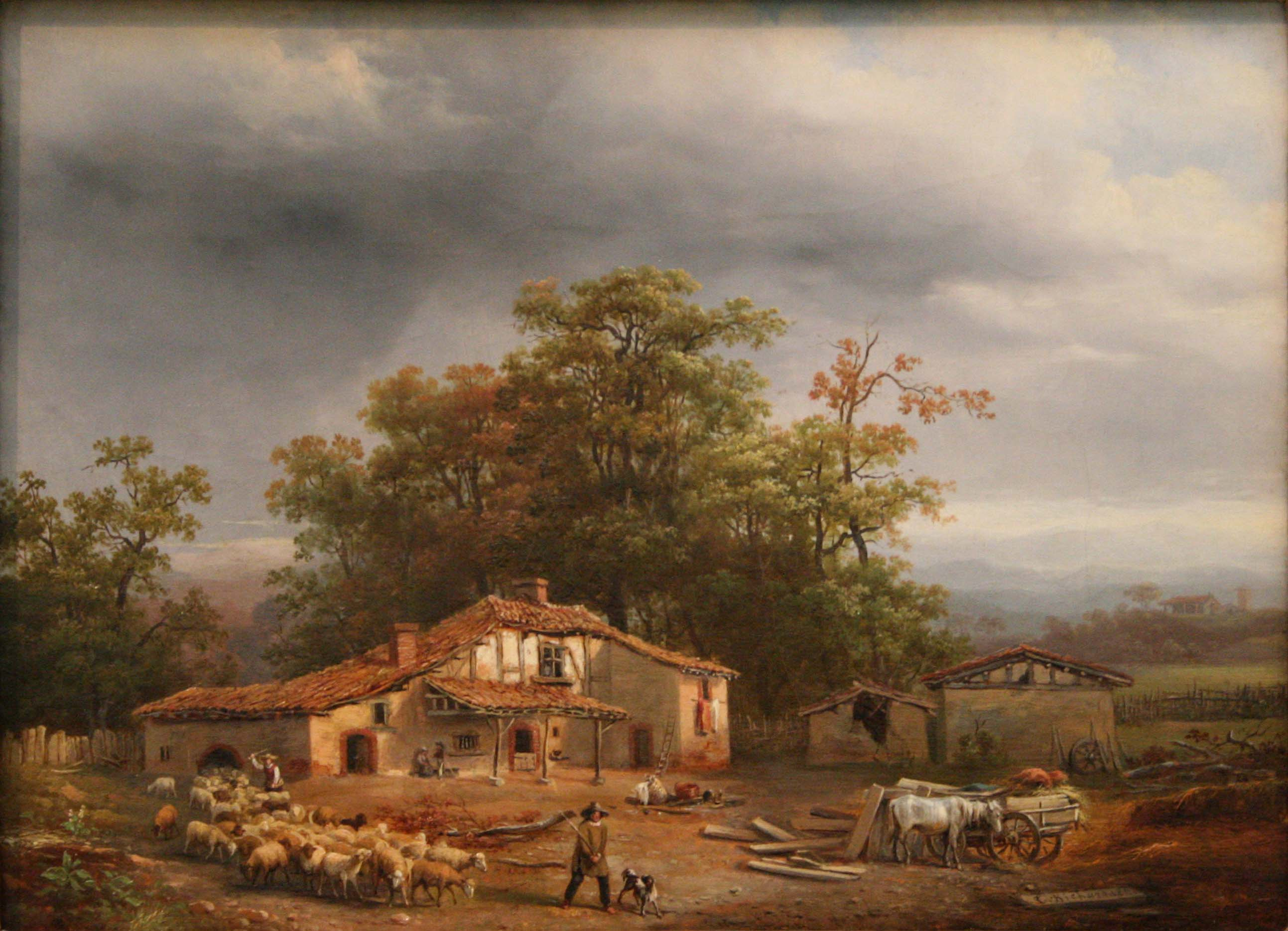
Une ferme aux environs de Pau, Montpellier, musée Fabre.
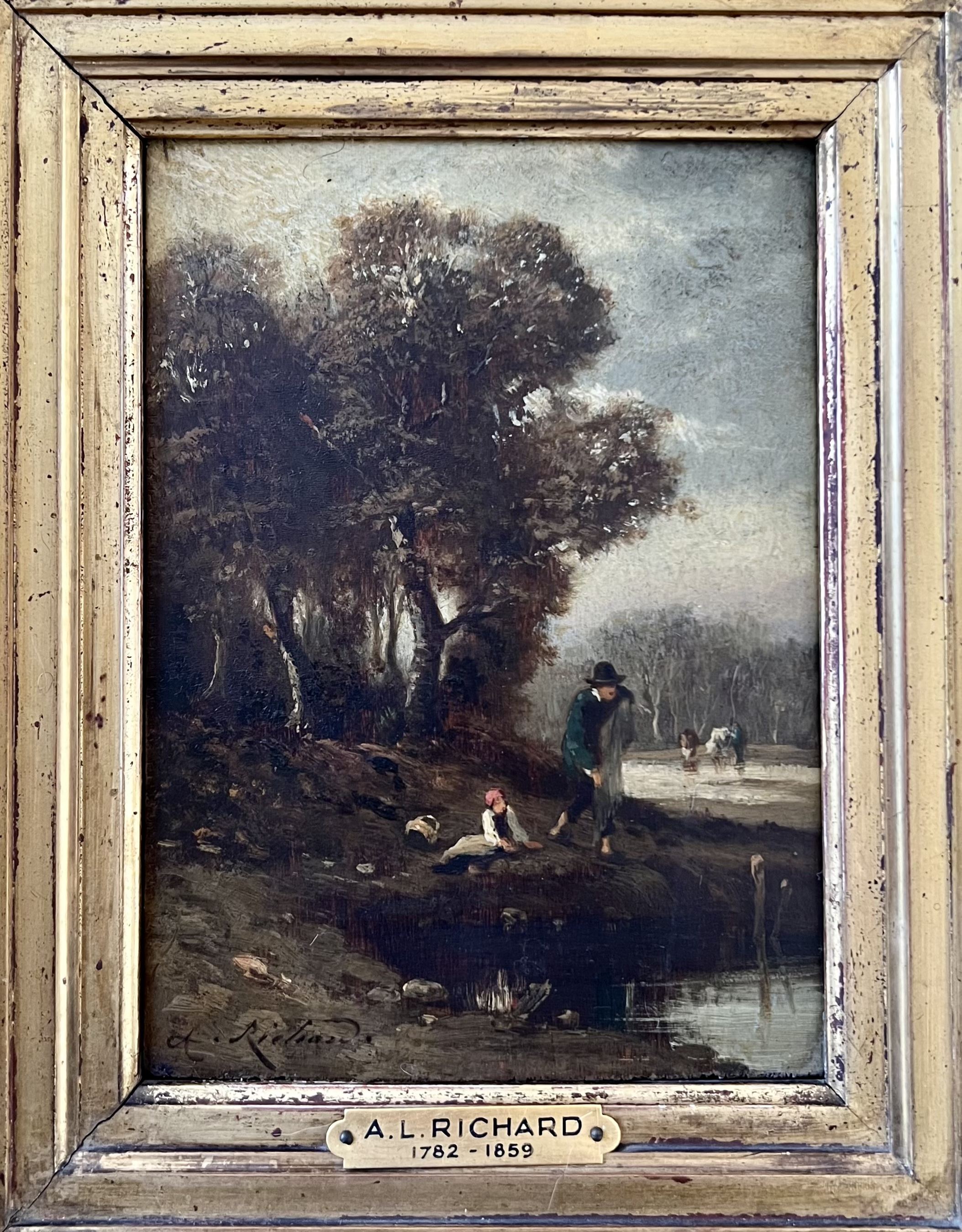
Bord de rivière, localisation inconnue.

## Expositions
- Millau, musée de Millau et des Grands Causses, exposition Théodore Richard et le paysage, du 5 juillet au 31 octobre 2008.
- Rodez, musée Denys Puech, exposition Théodore Richard, portraits et paysages, du 9 février 2012 au 3 juin 2012[14].